# Berig
Berig a gótok legendás királya volt, aki az ókori költő, Iordanes művében, a Geticában tűnik fel. Iordanes azt írja, hogy Berig király vezette el hajóin a gótokat Scandza szigetéről (melyet Skandináviával azonosítanak) Gothiscandza földjére (Visztula vidéke). Letelepedésük után a gótok elűzték a rugiakat, majd legyőzték a szomszédos vandálok népét is. Iordanes szerint mindez Kr. e. 1490 körül történt.